# Grebo (popolo)
I Grebo (o Glebo) sono un popolo dell'Africa occidentale, presente nella Liberia centro-orientale e sud-orientale e nella Costa d'Avorio occidentale, in un'area in gran parte boscosa. Fanno parte del più ampio raggruppamento dei popoli kru e parlano la lingua grebo, una delle lingue kru.

## Storia
Secondo le loro stesse tradizioni orali, i Grebo provengono dal Sahara, da dove sarebbero emigrati nel XVI secolo. In Liberia il loro isolamento li avrebbe a lungo protetti da qualsiasi influenza straniera.
I Grebo stanziati lungo la costa presso Capo Palmas furono i primi ad avere estesi contatti con i rappresentanti americani della Maryland Colonization Society, che organizzò la colonizzazione di quella che divenne nota come Repubblica del Maryland, a partire dal 1827. I Grebo acquisirono un ascendente sociopolitico sui gruppi vicini a partire da questo periodo, grazie al loro accesso alla tecnologia occidentale e alle loro alleanze con i coloni e gli americo-liberiani.

## Cultura
I Grebo praticano l'esogamia, ovvero i giovani che desiderano sposarsi devono trovare il partner in un clan diverso da quello di appartenenza. Sposarsi tra persone dello stesso clan è considerato un tabù.
Come per altri popoli vicini, le società segrete (Poro per gli uomini e Sande per le donne) e le maschere rituali giocano un ruolo cruciale nella cultura grebo. Le maschere Grebo furono distribuite molto presto a Parigi. Attrassero particolarmente l'attenzione di Picasso che possedeva una collezione di maschere africane e che si ispirò ad una maschera Grebo, acquistata intorno al 1908, per creare nel 1912 la sua famosa opera Chitarra, prima scultura cubista.
Le maschere maschili dalle forme geometriche sono spesso riconoscibili dai lunghi nasi incorniciati da una, due o più paia di occhi tubolari sporgenti, a volte minacciose nell'aspetto. I tratti delle maschere femminili sono più morbidi, più armoniosi e più sereni.
Prima del contatto con gli europei, i Grebo praticavano l'usanza della limatura dei denti a scopi estetici e rituali.